# Panthera leo krugeri
O Leão-sul-africano (Panthera leo melanochaita), também chamado de leão-da-áfrica-do-sul e leão-do-transvaal  é uma população de leão sul e leste africano que habita o Transvaal e a Namíbia. É atualmente a maior subespécie de leão. Os machos podem pesar até 250 kg e chegar até 2,60 metros de comprimento do focinho até a cauda.
Também é chamada de leão-da-namíbia ou leão-do-kruger, em referência ao Parque Nacional Kruger. 
Outra descrição desta população de leão também inclui o leão-do-kalahari, por vezes chamado de Panthera leo verneyi, ou leão-de-verney. Anteriormente foi considerada uma subespécie de leão sob nome de P. leo krugeri, porém em 2017 foi agrupado como parte da subespécie P. leo melanochaita.

## Características
Eles pesam de 190 a 260 kg, possuem em média 2,70 metros de comprimento, incluindo a cauda. Possuem entre 1,12 cm e 1,36 m de altura na cernelha. As fêmeas pesam de 160 a 182 kg, e possuem em média 2,45 metros de comprimento total.

### Leão branco

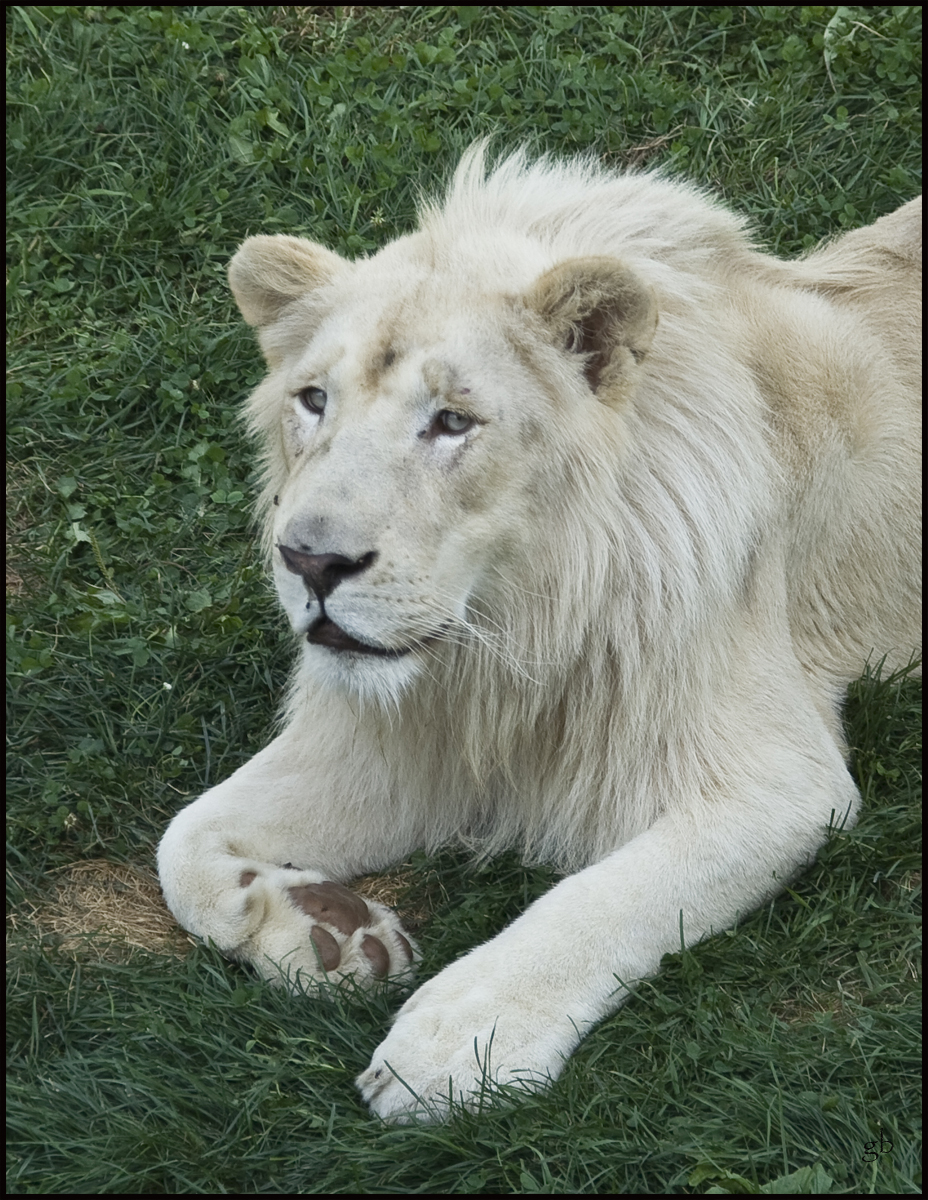
leão-branco em cativeiro

O leão-sul-africano possuí uma particularidade, alguns exemplares são brancos. Essa variação de cor é devido a uma mutação genética chamada leucismo, por este motivo leões brancos não são albinos, assim como seu parente distante o Tigre branco.   

### Habitat e distribuição
O leão-sul-africano habita savanas, pradarias e regiões semi-áridas. É a subespécie de leão africana mais meridional e ocorre desde o sul da Namíbia até o sudeste de Moçambique.

### Dieta
O leão-sul-africano alimenta-se de vários mamíferos herbívoros, tais como zebras, búfalos, javalis, gnus e damaliscos. Em raras ocasiões também podem caçar girafas e rinocerontes-brancos. Os leões de juba negra do deserto de Kalahari também se alimentam de babuínos.

## História evolutiva
De acordo com uma recente pesquisa genética, o extinto leão-do-cabo, anteriormente descrito como uma subespécie separada, não é significativamente diferente de outros leões-sul-africanos. Portanto, o leão-do-cabo representava uma população mais meridional do leão-sul-africano.

## Conservação
Há mais de 2000 leões desta subespécie bem protegidos no Parque Nacional Kruger. Além disso cerca de 100 leões estão registrados no International Species Information System(Sistema Internacional de Informação de Espécies).

### Projetos de reintrodução
Em 28 de junho de 2015, a rede de Parques africanos realocou alguns leões-sul-africanos para o parque Akagera em Ruanda. Optaram por substituir com esta subespécie a região que era originalmente habitada por uma população do Leão-núbio(Panthera leo nubica), exterminada deste local depois de um genocídio realizado em 1994.